# 查尔斯·丹斯
沃爾特·查爾斯·丹斯（英語：Walter Charles Dance，OBE，1946年10月10日—），英国男演员、編劇和导演，所出演的角色以嚴肅、獨裁形象的統治者為多。從影前，丹斯是皇家莎士比亞劇團一員，因在戲劇領域的成就，於2006年獲頒大英帝國勳章。
他的銀幕登場作是龐德系列的《鐵金剛勇破海龍幫》（1981年），之後陸續在《豪情本色》（1996年）、《高斯福大宅謀殺案》（2001年）、《模仿游戏》（2014年）、《曼克》（2020年）、《金牌特務：金士曼起源》（2021年）等影作亮相。此外亦在《橫掃千軍》（1986年）、《异形3》（1992年）、《最後魔鬼英雄》（1993年）、《德古拉：永咒傳奇》（2014年）、《哥吉拉 II 怪獸之王》（2019年）等作品中出演。在演出之餘，丹斯亦嘗試執導工作，他的作品有《等愛的女人》（2004年，兼任劇本、執行製作）等。
電視演出方面，曾參與《皇冠上的寶石》（1984年，ITV）、《荒涼山莊》（2005年，BBC）等劇集。2011年至2015年期間，在奇幻電視劇《冰與火之歌：權力遊戲》（HBO）中飾演泰溫·蘭尼斯特一角。2019年至2020年期間擔任《王冠》（Netflix）當中蒙巴頓（Mountbatten）伯爵一角，並且以這一演出入圍艾美獎最佳客串男演員獎（第73屆，2021年）。

## 作品列表

### 电视剧
- 2005年：《指匠情挑》-Mr Lilly
- 2011年-2015年：《冰與火之歌：權力遊戲》-泰溫·蘭尼斯特[2][3]
- 2011年：《永恒岛》-Fludd教授
- 2012年：《国家秘密》
- 2013年：《英国疯狂汽车秀》-第20季第一集
- 2015年：《一個都不留（英语：And Then There Were None (TV series)）》-Justice Lawrence Wargrave
- 2019年：《王冠》-蒙巴頓伯爵
- 2023年：《間諜兔洞》-本·威爾遜醫生（Dr. Ben Wilson）

### 电影
- 1981年：《鐵金剛勇破海龍幫》- Claus
- 1992年：《异形3》- Clemens
- 1993年：《最後魔鬼英雄》- 貝內迪克特
- 1996年：《豪情本色》- Soames
- 2001年：《無情荒地有琴天》- 德瑞克·杜·普蕾
- 2002年：《高斯福大宅謀殺案》- Raymond，Lord Stockbridge
- 2011年：《铁甲衣》-坎特伯雷大主教史蒂芬·朗顿
- 2012年：《決戰異世界：未來復甦》- 湯瑪士
- 2013年：《恐怖診所》- Doctor Roget
- 2013年：《賈斯汀出任務》-Legantir（配音）
- 2013年：《Bones of the Buddha》-旁白
- 2013年：《魔鬼的精神》-Lord Dudley
- 2014年：《德古拉：永咒傳奇》-卡利古拉
- 2014年：《模仿遊戲》-Alastair Denniston
- 2015年：《海軍上將》-查理二世
- 2015年：《名畫的控訴》-Sherman
- 2015年：《失控獵殺：第44個孩子》-Major Grachev
- 2016年：《傲慢與偏見與殭屍》-班奈特先生
- 2016年：《儘管雪落（英语：Despite the Falling Snow）》-Old Alexander
- 2016年：《我就要你好好的》-Steven Traynor
- 2016年：《魔鬼剋星》-Harold Filmore
- 2016年：《決戰異世界：弒血之戰》-湯瑪士
- 2017年：《親愛的再見》-Mr. Daren
- 2017年：《那般良夜》-The Visitor
- 2018年：《特務戇J：神級歸位》-Agent Seven（客串）
- 2018年：《混蛋科林，新年快乐》-Bertie
- 2019年：《哥吉拉 II 怪獸之王》-Alan Jonah
- 2019年：《龙牌之谜》-Lord Dudley
- 2020年：《曼克》-威廉·赫茲
- 2021年：《金牌特務：金士曼起源》-道格拉斯·黑格，第一代黑格伯爵

### 電玩配音
- 2015年：《巫師3：狂獵》－恩希爾·恩瑞斯大帝